# گرایمز (آلاباما)
گرایمز (به انگلیسی: Grimes) شهری در شهرستان دیل ایالت آلاباما است که مساحت آن ۳٫۲۴ کیلومتر مربع است و در سرشماری سال ۲۰۱۰ میلادی، ۵۵۸ نفر جمعیت داشته و تراکم جمعیتی آن، ۱۷۲٫۲۲ نفر در هر کیلومتر مربع بوده است.